# TT192
La tombe thébaine TT 192 est située à el-Assasif, dans la nécropole thébaine, sur la rive ouest du Nil, face à Louxor en Égypte.
C'est la sépulture de Khârouef, également appelé Senaâ, serviteur de la grande épouse royale Tiyi durant le règne d'Amenhotep III.

## Description

### Décoration
La tombe est décorée des personnages de Tiyi, Amenhotep III et Akhenaton (nommé dans la tombe Amenhotep IV, sa révolution cultuelle n'ayant pas encore eu lieu).